# Ventilator

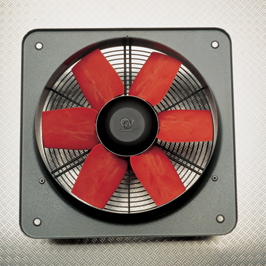
Abluftventilator

Ein Ventilator (von lateinisch ventilare ‚Wind erzeugen‘, ‚Kühlung zufächeln‘) ist eine fremd angetriebene Strömungsmaschine, also eine Arbeitsmaschine, die ein gasförmiges Medium fördert. Dazu hat er ein axial oder radial durchströmtes Laufrad, das meist in einem Gehäuse rotiert. Zwischen Ansaug- und Druckseite wird ein Druckverhältnis zwischen 1 und 1,3 erzielt (Kleinventilatoren bis 1,03). Strömungsmaschinen, die ein Druckverhältnis größer 1,3 erreichen, heißen Verdichter.
Ventilatoren setzen maximal 25 kJ/(kg × K) um, was bei einer angenommenen Dichte von 1,2 kg/m³ (Luft) 30.000 Pa entspricht, daher der Faktor 1,3 laut DIN 5801 und 13349.

## Bauformen

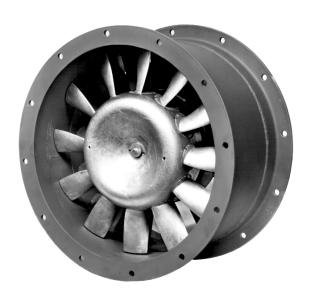
Axialventilator

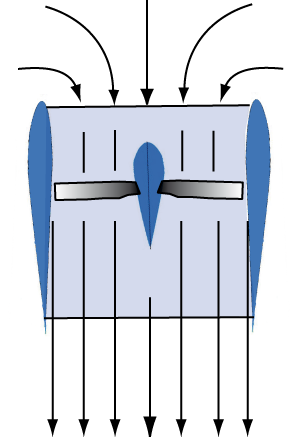
Wirkprinzip des Axialventilators

### Axialventilator
Axialventilatoren sind die gebräuchlichste Bauform. Die Drehachse des Axiallaufrads verläuft parallel (axial) zum Luftstrom. Die Luft wird durch das Axiallaufrad ähnlich wie bei einem Flugzeug- oder Schiffspropeller bewegt. Axialventilatoren erreichen bei geringen Abmessungen einen hohen Durchsatz. Das erreichbare Druckverhältnis ist kleiner als bei Radialventilatoren.
Die Ausführung ohne Gehäuse ist bei Tisch- und Deckenventilatoren (Lüftern) üblich. Axialventilatoren mit Gehäuse und innen liegendem Antriebsmotor haben den Nachteil des Nabentotwassers hinter der Laufradnabe, den man jedoch durch einen geeigneten Diffusor (Innendiffusor) weitgehend vermeiden kann. Da die Luft durch die Rotation hinter dem Axiallaufrad drallbehaftet austritt, wird durch feststehende Einbauten (Nachleitrad) der statische Druck erhöht, indem der im Drall (Drehimpuls) enthaltene, dynamische Energieanteil in potentielle Energie (statischer Druck) umgesetzt wird. Um die Druckaustrittsverluste aus dem Axialventilator zu minimieren, haben größere Ventilatoren Außendiffusoren.

### Diagonalventilator
Eine weitere Ausführung der Strömungsmaschinen ist der so genannte Diagonalventilator, bei dem das Gehäuse und die Lüfterschaufeln konisch geformt sind (der Radius wird zur Druckseite hin größer) damit die Luft nicht axial, sondern diagonal austritt. Diagonalventilatoren haben bei gleicher Leistung und Größe einen größeren Luftdurchsatz und bauen einen höheren Druck auf, deshalb können sie zum Beispiel bei gleichem Effekt bei geringerer Drehzahl betrieben werden und sind somit leiser.
Beide Ausführungen haben ein so genanntes Nabentotwasser (auch: „Dead Spot“), das sich hinter dem in der Mitte des Geräts angeordneten Motor befindet: Dort findet kaum eine Luftbewegung statt. Deshalb wurden auch schon Axialventilatoren entwickelt, die den Motor in einem umgebenden Gehäuse enthalten und bei denen sich nur noch das Lager in der Mitte befindet. Diese Ausführung ist jedoch aufgrund der ungewöhnlichen Bauform des Motors eher selten und auch teurer als vergleichbare Axialventilatoren. Aufwändig ist auch das Auswuchten wegen der großen, außen liegenden umlaufenden Masse des Antriebs. Besonders kompakte Ventilatoren werden üblicherweise von einem Außenläufermotor direkt angetrieben.

### Radial-/Zentrifugalventilator

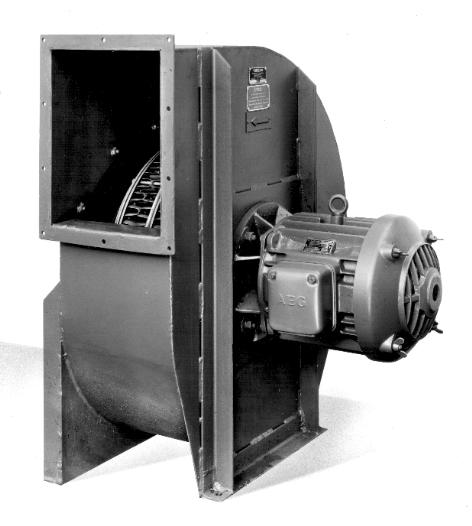
Radialventilator mit Direktantrieb

Radialventilatoren werden überall dort verwendet, wo es im Vergleich zu Axialventilatoren auf größere Druckerhöhung bei gleicher Luftmenge ankommt. Die Luft wird axial (parallel zur Antriebsachse) des Radialventilators angesaugt und durch die Rotation des Radiallaufrads um 90° umgelenkt und radial ausgeblasen. Man unterscheidet Laufräder mit rückwärtsgekrümmten Schaufeln (bei hohen Drücken und Wirkungsgraden), geraden Schaufeln (für Sonderzwecke wie etwa partikelbehaftete Strömungen um Anhaftungen zu reduzieren) und vorwärtsgekrümmten Schaufeln (bei geringen Drücken und Wirkungsgraden, siehe auch Abschnitt Querstromventilatoren). Es gibt einseitig und beidseitig ansaugende Radialventilatoren mit und ohne Gehäuse. Bei der Ausführung mit schneckenförmigem Gehäuse ist dieses so orientiert, dass die verbleibende Tangentialkomponente der Strömung in Richtung Auslass gerichtet ist. Die Luft wird meist an einem Flansch oder einen Rohrstutzen ausgeblasen. Um die Druckverluste durch die hohe Austrittsgeschwindigkeit aus dem Radialventilator zu minimieren, muss auf geeignete Gestaltung des weiterführenden Kanals geachtet werden (gegebenenfalls mit einem Diffusor). Bei der Ausführung ohne spiralförmiges Gehäuse wird die Luft radial aus dem Radiallaufrad ausgeblasen und durch eine geeignete Gehäuseausführung wie bei Dachventilatoren ins Freie geblasen. Solche Ventilatoren oder auch diejenigen, die weitere Verdichterstufen enthalten (zum Beispiel Staubsaugergebläse), haben am Austrittsumfang oft Leitschaufeln, um die tangentiale Strömungskomponente zu nutzen.

### Tangential- oder Querstromventilatoren
Diese sehen auf den ersten Blick aus wie breite oder auch längliche Radialventilatoren, das Funktionsprinzip ist jedoch grundlegend anders. Sie haben nach vorn, also in Laufrichtung weisende Schaufeln. Bei den Tangentialventilatoren wird die Luft zweimal durch das Lüfterrad geführt: sie wird großflächig etwa über die halbe Oberfläche des Lüfterrads tangential angesaugt, durch das Innere des Rads geführt und ebenfalls tangential wieder abgegeben. Einen geringen Luftanteil befördert das Rad außen mit. Die Luft tritt dann meist über einen schmalen Spalt in der Breite des Lüfterrads auf der gegenüber liegenden Seite aus. Der Antriebsmotor sitzt meist im oder am Ende des Laufrades; entsprechend kleine Motoren sind auch im Inneren des Lüfterrads unterzubringen, was auch deren Kühlung verbessert.
Tangentialventilatoren können große Luftmengen gleichmäßig über eine breite Austrittsfläche abgeben und werden in Klimageräten, Nachtspeicheröfen und Heizlüftern verwendet. Da sie schon bei geringen Drehzahlen einen ausreichenden Luftdurchsatz haben, sind die meist von Spaltpolmotoren angetriebenen Tangentialventilatoren im Betrieb sehr leise und daher gut zur Kühlung von zum Beispiel Tageslichtprojektoren geeignet. Außerdem sind sie bevorzugt in Säulen- oder Turmventilatoren zu finden. Diese Ventilatorenbauform ist nicht zum Aufbau höherer Drücke geeignet.

## Technische Kennzahlen
In Abhängigkeit vom geförderten Volumenstrom verändert sich die erreichte Druckerhöhung. Um Ventilatoren untereinander vergleichen zu können, können Kennzahlen verwendet werden. Diese Kennzahlen sind
- Druckzahl
- Lieferzahl bzw. Durchflusszahl
- Laufzahl
- Spezifische Drehzahl
- Durchmesserzahl
- Wirkungsgrad
- spezifischer Schallleistungspegel
- Leistungszahl für Strömungsmaschinen

Eine Einordnung der Ventilatoren kann im Cordier-Diagramm vorgenommen werden.

## Unverbindliche Referenzwerte
Die Tabelle enthält Werte der Ventilatoren mit der besten zur Zeit der Verabschiedung dieser Verordnung auf dem Markt verfügbaren Technik. Diese Referenzwerte können möglicherweise nicht immer in allen Anwendungen oder für das gesamte von dieser Verordnung erfasste Leistungsspektrum erreicht werden:
| Ventilatortyp                                                                              | Messkategorie (A–D) | Effizienzkategorie (statischer oder totaler Wirkungsgrad) | Effizienzgrad (N) |
| ------------------------------------------------------------------------------------------ | ------------------- | --------------------------------------------------------- | ----------------- |
| Axialventilator                                                                            | A, C B, D           | statisch total                                            | 65 75             |
| Radialventilator mit vorwärtsgekrümmten Schaufeln und Radialventilator mit Radialschaufeln | A, C B, D           | statisch total                                            | 62 65             |
| Radialventilator mit rückwärtsgekrümmten Schaufeln ohne Gehäuse                            | A, C                | statisch                                                  | 70                |
| Radialventilator mit rückwärtsgekrümmten Schaufeln mit Gehäuse                             | A, C B, D           | statisch total                                            | 72 75             |
| Diagonalventilator                                                                         | A, C B, D           | statisch total                                            | 61 65             |
| Querstromventilator                                                                        | B, D                | total                                                     | 32                |

Begriffsbestimmung:
- „Messkategorie“ bezeichnet eine Prüfung, Messung oder Betriebsanordnung, die die Einlass- und Auslassbedingungen des geprüften Ventilators festlegt (Einbausituationen gemäß ISO 5801)[2]
  - „Messkategorie A“ bezeichnet eine Anordnung, bei der Messungen am Ventilator mit freien Einlass- und Auslassbedingungen vorgenommen werden
  - „Messkategorie B“ bezeichnet eine Anordnung, bei der Messungen am Ventilator mit freiem Einlass und mit einer am Auslass montierten Rohrleitung vorgenommen werden
  - „Messkategorie C“ bezeichnet eine Anordnung, bei der Messungen am Ventilator mit einer am Einlass montierten Rohrleitung und mit freien Auslassbedingungen vorgenommen werden
  - „Messkategorie D“ bezeichnet eine Anordnung, bei der Messungen am Ventilator mit einer am Einlass und einer am Auslass montierten Rohrleitung vorgenommen werden
- „Effizienzkategorie“ bezeichnet die zur Ermittlung der Energieeffizienz – d. h. des statischen Wirkungsgrads oder des totalen Wirkungsgrads – des Ventilators herangezogene Ausgangsenergieform des Ventilatorgases, wobei
  - a) der „statische Ventilatordruck“ (psf) zur Ermittlung der Ventilatorgasleistung in der Effizienzgleichung für den statischen Wirkungsgrad des Ventilators herangezogen wurde und
  - b) der „totale Druck des Ventilators“ (pf) zur Ermittlung der Ventilatorgasleistung in der Effizienzgleichung für den totalen Wirkungsgrad des Ventilators herangezogen wurde
- „Effizienzgrad“ bezeichnet einen Parameter in der Berechnung der Zielenergieeffizienz eines Ventilators mit einer bestimmten elektrischen Eingangsleistung am Energieeffizienzoptimum (in der Berechnung der Energieeffizienz des Ventilators als Parameter „N“ dargestellt)
- „Zielenergieeffizienz“ηZiel ist die Mindestenergieeffizienz, die ein Ventilator erreichen muss, um den Anforderungen zu entsprechen; sie beruht auf seiner elektrischen Eingangsleistung am Energieeffizienzoptimum, wobei ηZiel der Ausgangswert aus der entsprechenden Gleichung in Anhang II Abschnitt 3 ist, unter Verwendung der betreffenden ganzen Zahl N des Effizienzgrads (Anhang I Abschnitt 2, Tabellen 1 und 2) und der in kW ausgedrückten elektrischen Eingangsleistung Pe(d)des Ventilators an seinem Energieeffizienzoptimum in der betreffenden Energieeffizienzformel
- „Gesamteffizienz“ bezeichnet je nach zutreffendem Fall entweder den „statischen Wirkungsgrad“ oder den „totalen Wirkungsgrad“

### Anforderungen der ErP-Ökodesign-Richtlinie
Das Entscheidungskriterium für die Energieeffizienz von Ventilatoren ist der Systemwirkungsgrad, der sich aus den Wirkungsgraden des Ventilators, des Motors und der Steuerungselektronik zusammensetzt.
Die Anforderungen wurden per 1. Januar 2015 in einer zweiten Stufe nochmals angehoben (siehe Tabelle).
| Ventilatorkategorie                                                                        | Messkategorie (A–D) | Ventilator- druck | Leistungsbereich > 0,125 kW Wirkungsgrade | Leistungsbereich > 10 kW Wirkungsgrade | Leistungsbereich > 500 kW Wirkungsgrade |
| ------------------------------------------------------------------------------------------ | ------------------- | ----------------- | ----------------------------------------- | -------------------------------------- | --------------------------------------- |
| Axialventilator                                                                            | A, C B, D           | statisch total    | 28 46                                     | 40 58                                  | 43 61                                   |
| Radialventilator mit vorwärtsgekrümmten Schaufeln und Radialventilator mit Radialschaufeln | A, C B, D           | statisch total    | 32 37                                     | 44 49                                  | 47 52                                   |
| Radialventilator mit rückwärtsgekrümmten Schaufeln ohne Gehäuse                            | A, C                | statisch          | 42                                        | 62                                     | 66                                      |
| Radialventilator mit rückwärtsgekrümmten Schaufeln mit Gehäuse                             | A, C B, D           | statisch total    | 41 44                                     | 61 64                                  | 65 68                                   |
| Diagonalventilator                                                                         | A, C B, D           | statisch total    | 30 42                                     | 50 62                                  | 54 66                                   |
| Querstromventilator                                                                        | B, D                | total             | 16                                        | 21                                     | 21                                      |

Der Systemwirkungsgrad

Der Systemwirkungsgrad der Ventilatoreinheit {\displaystyle \eta _{\mathrm {Sys} }} setzt sich aus den Wirkungsgraden des Ventilators ({\displaystyle \eta _{\mathrm {V} }}), des Motors ({\displaystyle \eta _{\mathrm {M} }}), des Antriebs ({\displaystyle \eta _{\mathrm {A} }}) und der Regelung ({\displaystyle \eta _{\mathrm {R} }}) wie folgt zusammen:
{\displaystyle \eta _{\mathrm {Sys} }=\eta _{\mathrm {V} }\eta _{M}\eta _{\mathrm {A} }\eta _{\mathrm {R} }} 
Je nach Bauart des Ventilators und der eingesetzten Technik unterscheidet sich der Systemwirkungsgrad sehr stark. Beispielsweise liegt der Wirkungsgrad bei Axialventilatoren bis 10 kW Aufnahmeleistung im Mittel zwischen 25 und 45 % und bei Freiläufern mit rückwärts gekrümmten Schaufeln bis 10 kW Aufnahmeleistung zwischen 35 und 60 %. Mit steigendem Volumenstrom und Aufnahmeleistung des Motors verbessert sich der Systemwirkungsgrad, da sich der Motorwirkungsgrad (75 bis 95 %) und die Antriebswirkungsgrade (90 bis 95 % bei Keilriemen bis 97 % bei Flachriemen) wesentlich verbessern. Der Ventilatorwirkungsgrad erhöht sich nur moderat. Da die meisten RLT-Anlagen variabel betrieben werden, wird entweder ein Frequenzumrichter mit einem Wirkungsgrad von 95 bis 97 % oder eine in den Motor integrierte Steuerung zur Regelung eingesetzt.

### Anforderungen an die Produktinformationen
Anforderungen:
Nr. 1. Die in Nr. 2 Punkte 1 bis 14 genannten Informationen zu Ventilatoren müssen wie folgt sichtbar bereitgestellt werden:
a) in den technischen Unterlagen zu Ventilatoren
b) auf frei zugänglichen Internetseiten der Ventilatorenhersteller
Nr. 2. Dabei ist anzugeben:
1. Gesamteffizienz (η), gerundet auf eine Dezimalstelle
2. zur Ermittlung der Energieeffizienz verwendete Messkategorie (A–D)
3. Effizienzkategorie (statischer Wirkungsgrad oder totaler Wirkungsgrad)
4. Wirkungsgrad am Energieeffizienzoptimum
5. ob die Berechnung der Ventilatoreffizienz auf der Annahme beruht, dass eine Drehzahlregelung zum Einsatz kommt; falls ja, ob diese in den Ventilator integriert ist oder ob sie mit diesem installiert werden muss
6. Herstellungsjahr
7. Name oder Warenzeichen, amtliche Registrierungsnummer und Niederlassungsort des Herstellers
8. Modellnummer des Produkts
9. Nennmotoreingangsleistung(en) (kW), Massen- bzw. Volumenstrom (-ströme) und Druck (Drücke) am Energieeffizienzoptimum
10. Umdrehungen pro Minute am Energieeffizienzoptimum
11. „spezifisches Verhältnis“
12. für die Erleichterung des Zerlegens, des Recyclings oder der Entsorgung nach der endgültigen Außerbetriebnahme relevante Informationen
13. für die Minimierung der Umweltauswirkungen und die Gewährleistung optimaler Lebensdauer relevante Informationen zu Einbau, Betrieb und Instandhaltung des Ventilators
14. Beschreibung weiterer bei der Ermittlung der Energieeffizienz von Ventilatoren genutzter Gegenstände wie Rohrleitungen, die nicht in der Messkategorie beschrieben und nicht mit dem Ventilator geliefert werden.

Die Informationen in den technischen Unterlagen sind in der Reihenfolge gemäß Nr. 2 Punkte 1 bis 14 bereitzustellen. Dabei müssen nicht genau die in der Aufstellung gebrauchten Formulierungen wiederholt werden. Die Angaben können statt in Textform auch in Form von Grafiken, Schaubildern und Symbolen erfolgen.
Die in Nr. 2 Punkte 1, 2, 3, 4 und 5 genannten Informationen sind dauerhaft auf oder nahe dem Leistungsschild anzugeben; in Bezug auf Nummer 2 Punkt 5 ist diejenige der folgenden Formulierungen zu verwenden, die zutrifft:
- „Mit diesem Ventilator muss eine Drehzahlregelung installiert werden.“
- „In diesen Ventilator ist eine Drehzahlregelung integriert.“

Die Hersteller machen in der Bedienungsanleitung Angaben zu besonderen Sicherheitsvorkehrungen, die beim Zusammenbau, beim Einbau oder bei der Instandhaltung von Ventilatoren zu treffen sind. Falls gemäß Nr. 2 Punkt 5 der Anforderungen an die Produktinformationen mit dem Ventilator eine Drehzahlregelung installiert werden muss, geben die Hersteller zur Gewährleistung eines optimalen Betriebs nach der Montage Einzelheiten zu den Eigenschaften der Drehzahlregelung an.

## Anwendung
Die meisten Ventilatoren fördern Luft und gehören in das Fachgebiet der Lufttechnik bzw. Lüftung. Bei Beschränkung auf dieses Medium: Luft ergeben sich folgende Einsatzbereiche:
- Klimatisierung:
  - Temperatur und Luftfeuchtigkeit der Raumluft wird über Luftzirkulation gesteuert.
  - Kühlung: Die Abwärme von einem Bauteil oder einer Baueinheit wird durch die vorbeiströmende Luft aufgenommen und abtransportiert.
  - Trocknen: Die Feuchtigkeit von Stoffen wird durch das Vorbeiströmen trockener Luft entfernt.
  - Be- und Entlüftung: Schlechte Luft oder eventuell belastete, giftige Gase sollen aus einem Raum entfernt, abgesaugt werden. In einigen Fällen muss Atemluft garantiert sein (zum Beispiel Bergbau-Tunnellüftung). Absaugungen finden auch in der Prozesslufttechnik Anwendung.[6]
- Explosionsschutz: Das Wegblasen von brennbaren Gasen (zum Beispiel Propan, das schwerer als Luft ist) verhindert gefährliche Konzentrationen.
- Luftversorgung: Technische Feuerungen haben meist Gebläse, die die Verbrennungsluft zu den Brennern oder direkt in den Feuerraum fördern. Beispielsweise die Dampflokomotive von Marc Seguin war mit einem Tender ausgerüstet, dessen große Ventilatoren für eine Versorgung der Feuerbüchse mit der nötigen Frischluft mit Sauerstoff für die Verbrennung der Kohle sorgten.
- Transportwesen: Mit Luft kann man schwebefähige Stoffe wie Getreide oder Zement kostengünstig transportieren. Auch die Rohrpost funktioniert mit Luft.
- Musikinstrumentenbau: Mit Radialgebläsen werden Orgeln betrieben.

### Raumlufttechnik
In raumlufttechnischen Anlagen sind Ventilatoren von entscheidender Bedeutung. Ventilatoren ermöglichen den benötigten Luftvolumenstrom durch das angeschlossene Leitungssystem zu transportieren. Dabei setzten die Lüftungsleitungen, welche nach der Definition in der Lüftungsanlagenrichtlinie aus Lüftungskanälen, Formstücken und Einbauteilen bestehen, der Luftströmung einen Widerstand entgegen. Dieser muss von dem Ventilator mittels seiner Druckerhöhung, welche auch als Pressung bezeichnet wird, bewältigt werden. Die Pressung setzt sich aus zwei Anteilen zusammen:
- Die interne Pressung wird durch die internen Gerätedruckverluste durch Bauteile wie Filter, Luftheizer, Luftkühler, Schalldämpfer, Wärmerückgewinner und ähnliche hervorgerufen.
- Die externe Pressung bedingt das an das raumlufttechnische Gerät angeschlossenen Luftleitungssystem.

Beide Pressungsanteile ergeben zusammen die Gesamtpressung, auch als totale Pressung bezeichnet.
Die Energy-related Products-Richtlinie 2009/125/EG, welche mit dem Energieverbrauchsrelevante-Produkte-Gesetz in deutsches Recht übernommen wurde, die EU-Verordnung 2011/327 für Ventilatoren, die im Jahr 2011 in Kraft getreten ist und die EU-Verordnung 014/1253 für RLT-Anlagen, dessen 2. Stufe ab 1. Januar 2018 zu beachten ist, bedingen, dass für die meisten Anwendungsfälle von RLT-Anlagen bzw. an die in diesen verbauten, elektrisch betriebenen Ventilatoren hohe Anforderungen hinsichtlich der Energieeffizienz gestellt werden. Dies betrifft vor allem Ventilatoren, in denen Motoren mit einer elektrischen Eingangsleistung zwischen 125 W und 500 kW verbaut sind.
In der Raumlufttechnik sollte die Ventilatorauswahl immer über ein Ventilatordiagramm oder spezielle Herstellersoftware mit der entsprechenden Ventilatorkennlinie des zu nutzenden Geräts erfolgen. Auf der Ventilatorkennlinie sind die möglichen Betriebspunkte des Ventilators bei einer festgelegten Drehzahl aufgetragen. Über die Geräte- bzw. Anlagenkennlinie werden demgegenüber, die für die geplante raumlufttechnische Anlage jeweiligen Volumenströme mit den dazugehörigen Anlagendruckverlusten definiert. Diese Kennlinie wird im Rahmen der Planung durch eine Druckverlustberechnung erarbeitet. Über den Schnittpunkt der beiden Kennlinien lässt sich der tatsächliche Betriebspunkt, auch Arbeitspunkt genannt, des Ventilators ermitteln. Dieser Arbeitspunkt sollte möglichst so gewählt werden, dass es nah am Bereich des höchsten Wirkungsgrads des Ventilators liegt und zudem im Bereich einer geringen Schallemission verortet ist. Durch einen optimal gewählten Arbeitspunkt können die Kosten für den einzusetzenden Schalldämpfer zur Reduzierung der Ventilatorgeräusche optimiert werden.

### Lüfter in Computern
Die Abwärme des Computer-Netzteils wird außer bei lüfterlosen Geräten per Ventilator nach außen befördert und bewirkt dadurch gleichzeitig einen permanenten Luftstrom im PC-Gehäuse, da er von dort ansaugt. Das führt zu Geräuschen und verursacht Staubablagerungen im Gerät.
Mit steigender Prozessorleistung wurde dessen „aktive Kühlung“ (zunächst nur für die CPU; ab i486) erforderlich, das heißt, der Hauptprozessor trägt einen Kühlkörper mit eigenem Ventilator. Später wurde diese Maßnahme auch auf die Grafikprozessoren von Grafikkarten ausgeweitet. Insbesondere bei engen und flachen Gehäusen, z. B. bei Servern („Pizzakarton“ oder auch „Pizzarack“), wurden mehrere Lüfter erforderlich, um weitere Bauteile zu kühlen.
Zum Betrieb benötigen diese Lüfter typischerweise 12 V. Bei niedrigerer Spannung sinken Drehzahl und Kühlleistung. Beim Unterschreiten eines bestimmten Spannungswertes bleibt der Rotor stehen. Weitere Leitungen liefern gegebenenfalls ein sogenanntes Tachosignal zur Rückmeldung der Drehzahl und damit der Funktionsfähigkeit oder es kann damit beispielsweise durch Pulsweitenmodulation die Drehzahl gesteuert werden.

## Bilder

Typische Bauformen und Anwendungen
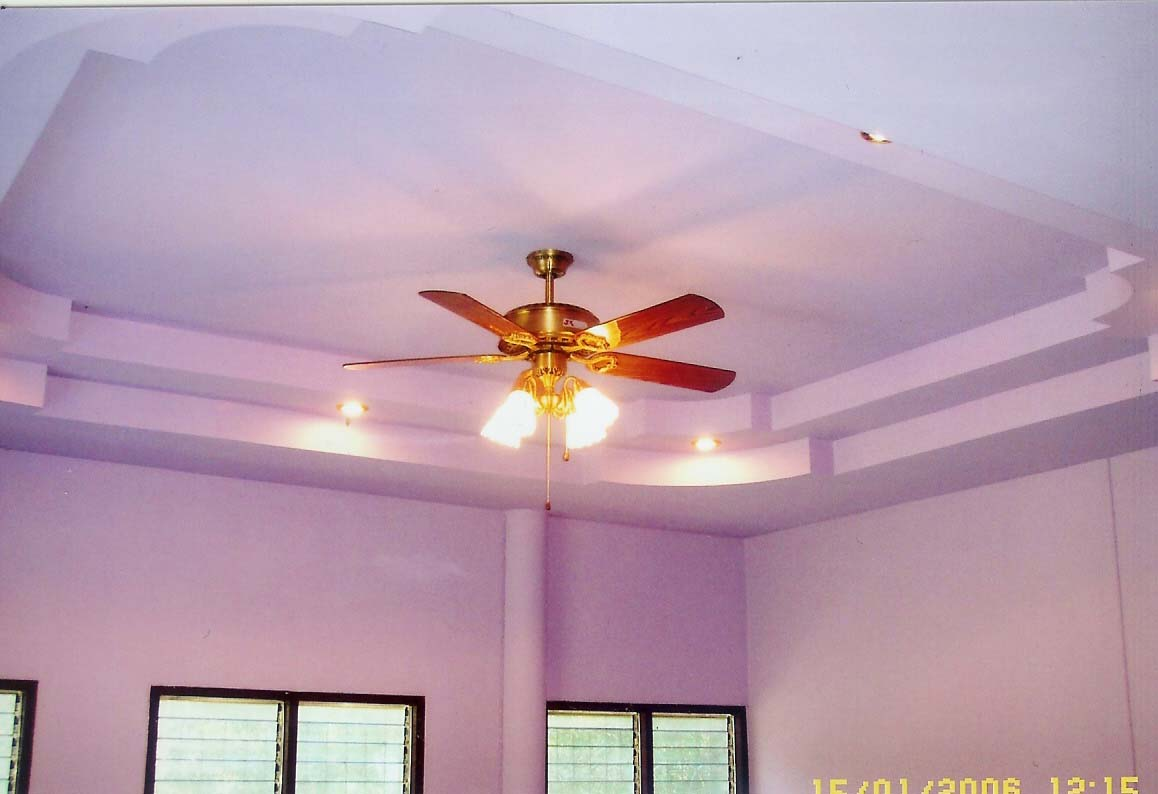
Deckenventilator, langsam drehend
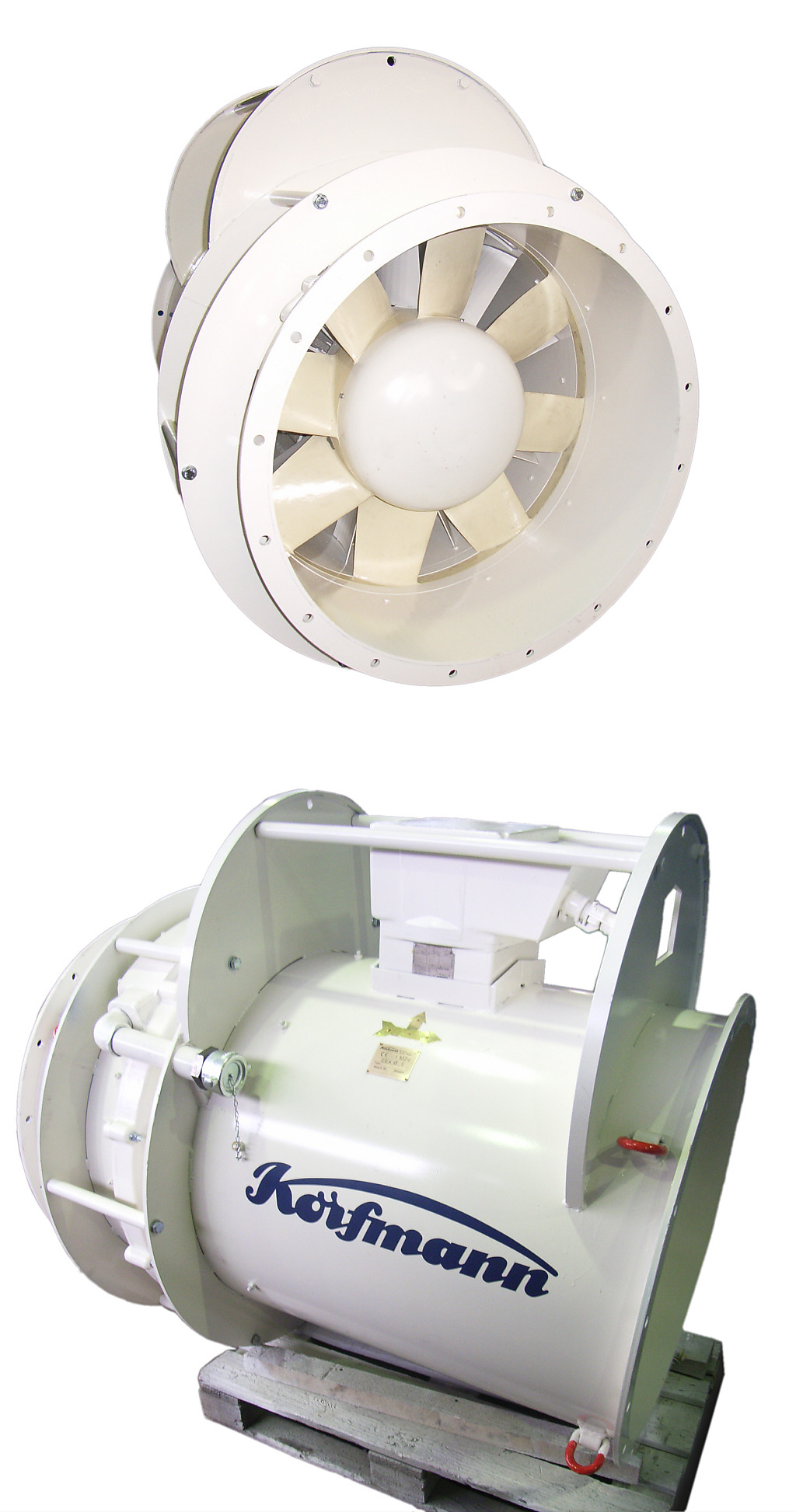
Axialgebläse mit Hybridantrieb (Druckluft/Drehstrom)
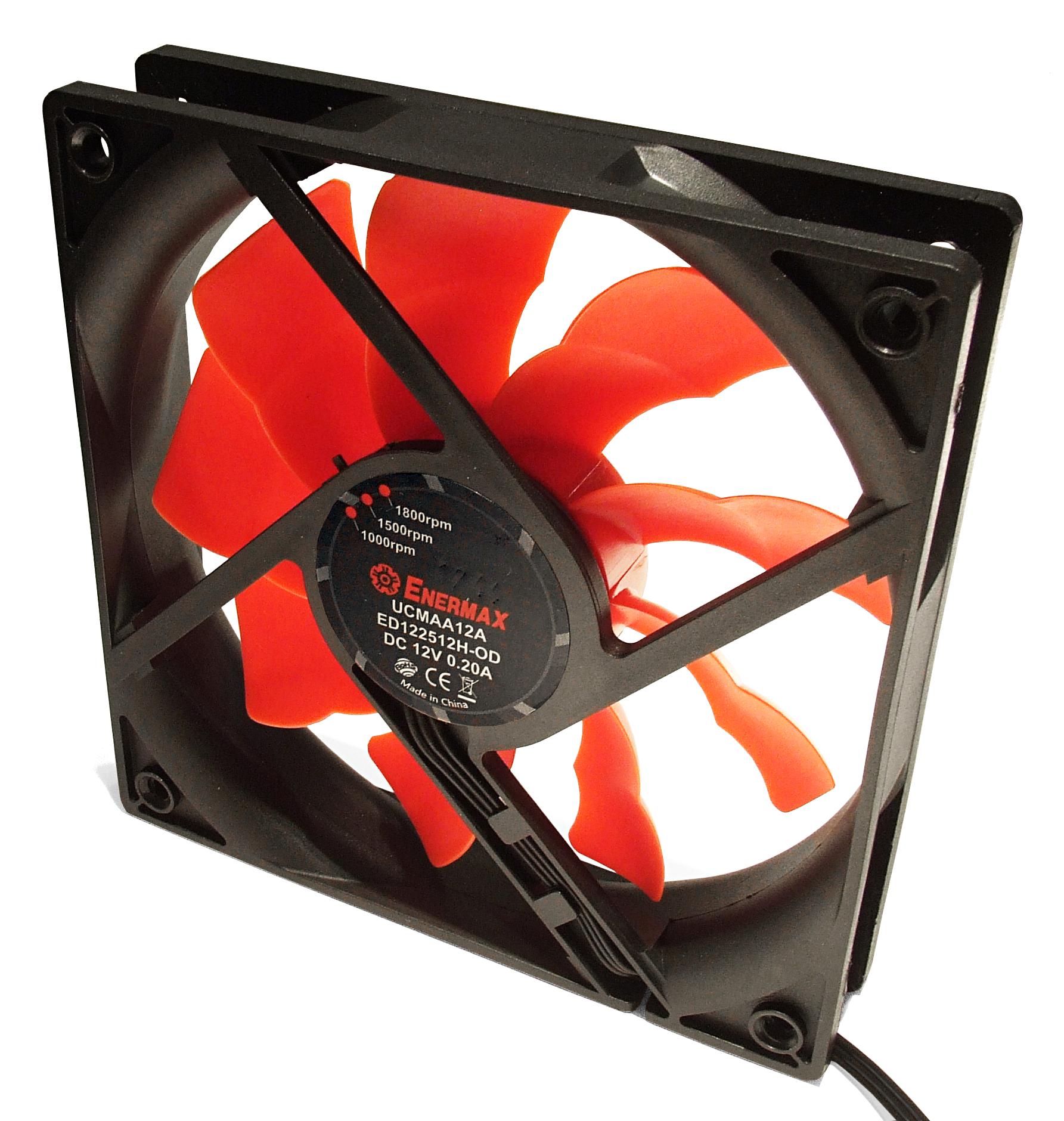
120-mm-Axiallüfter von Enermax, Belüftung von Geräten und Gehäusen
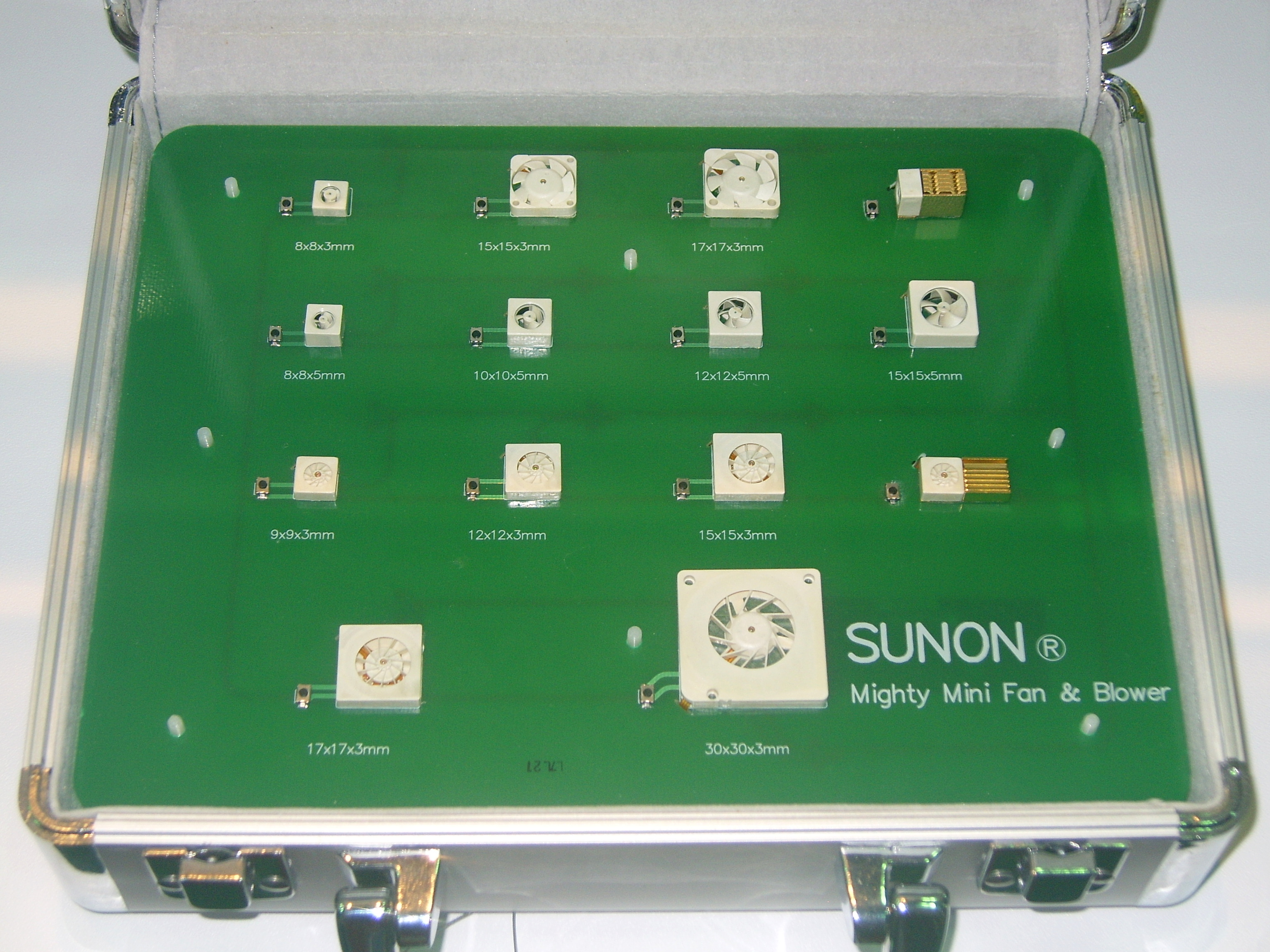
Verschiedene Miniatur-Axiallüfter (8…30 mm), Belüftung von Geräten und Gehäusen
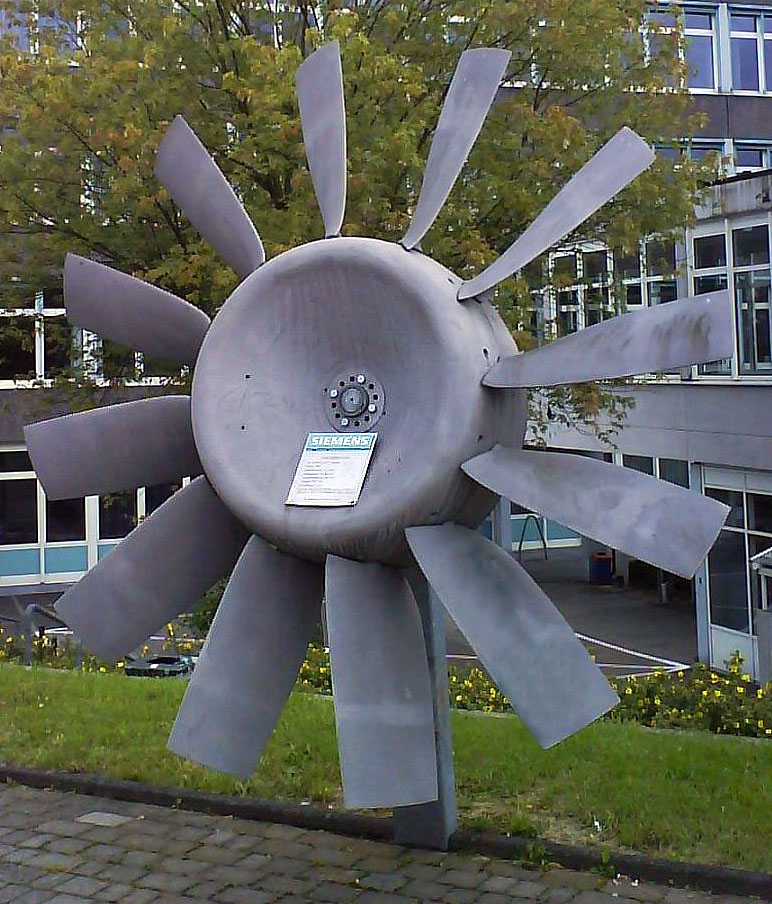
2,5 Meter großer Axialventilator zur Tunnelentlüftung
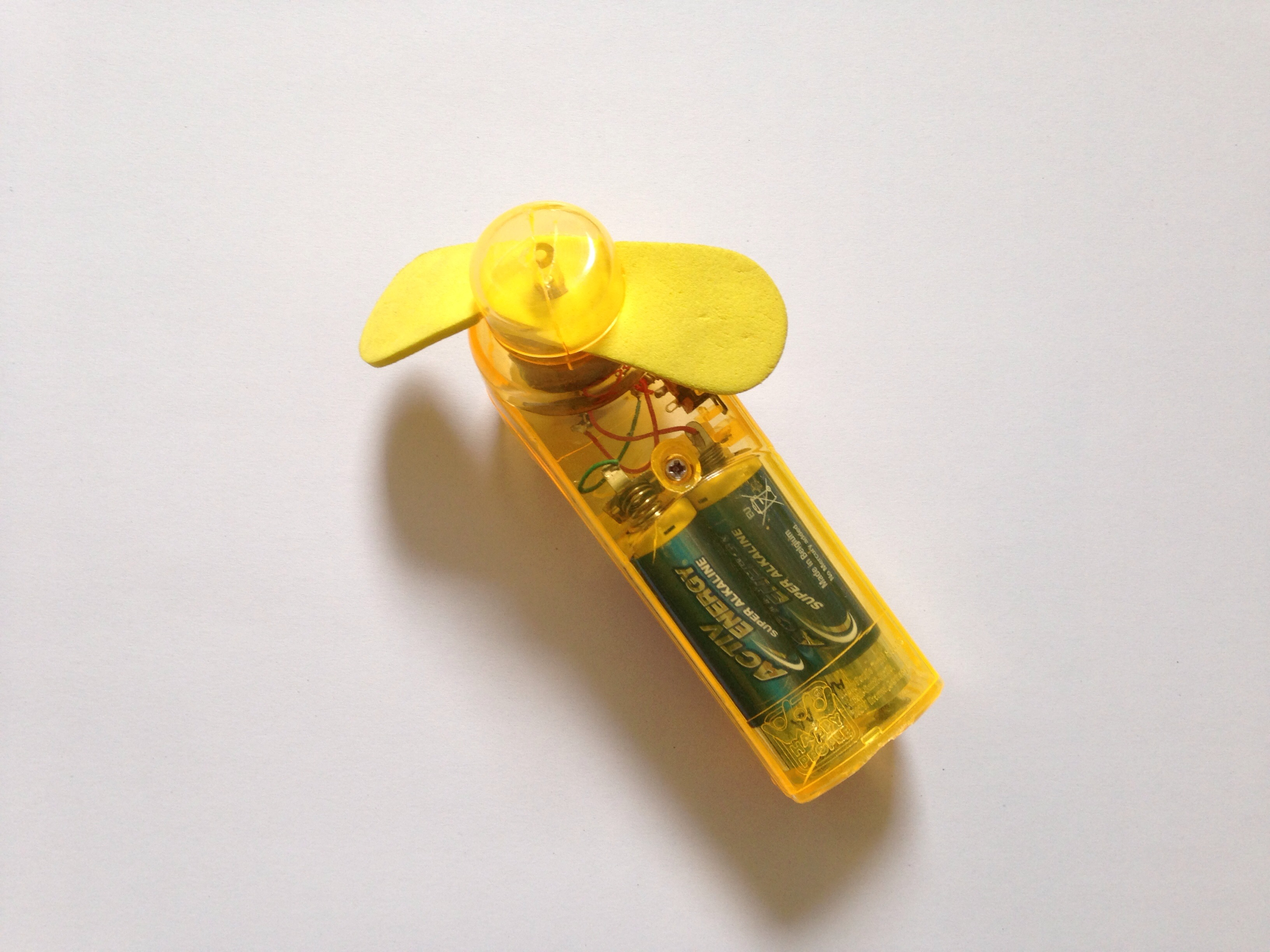
Handventilator mit flexiblen Flügeln, versorgt durch zwei Mignon-Batterien
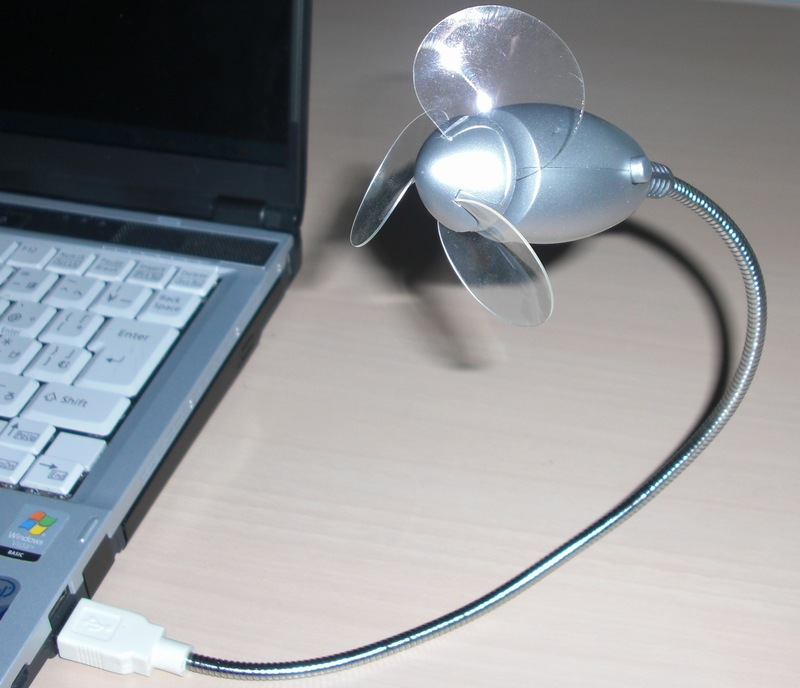
Ventilator mit USB-Anschluss an einem Laptop
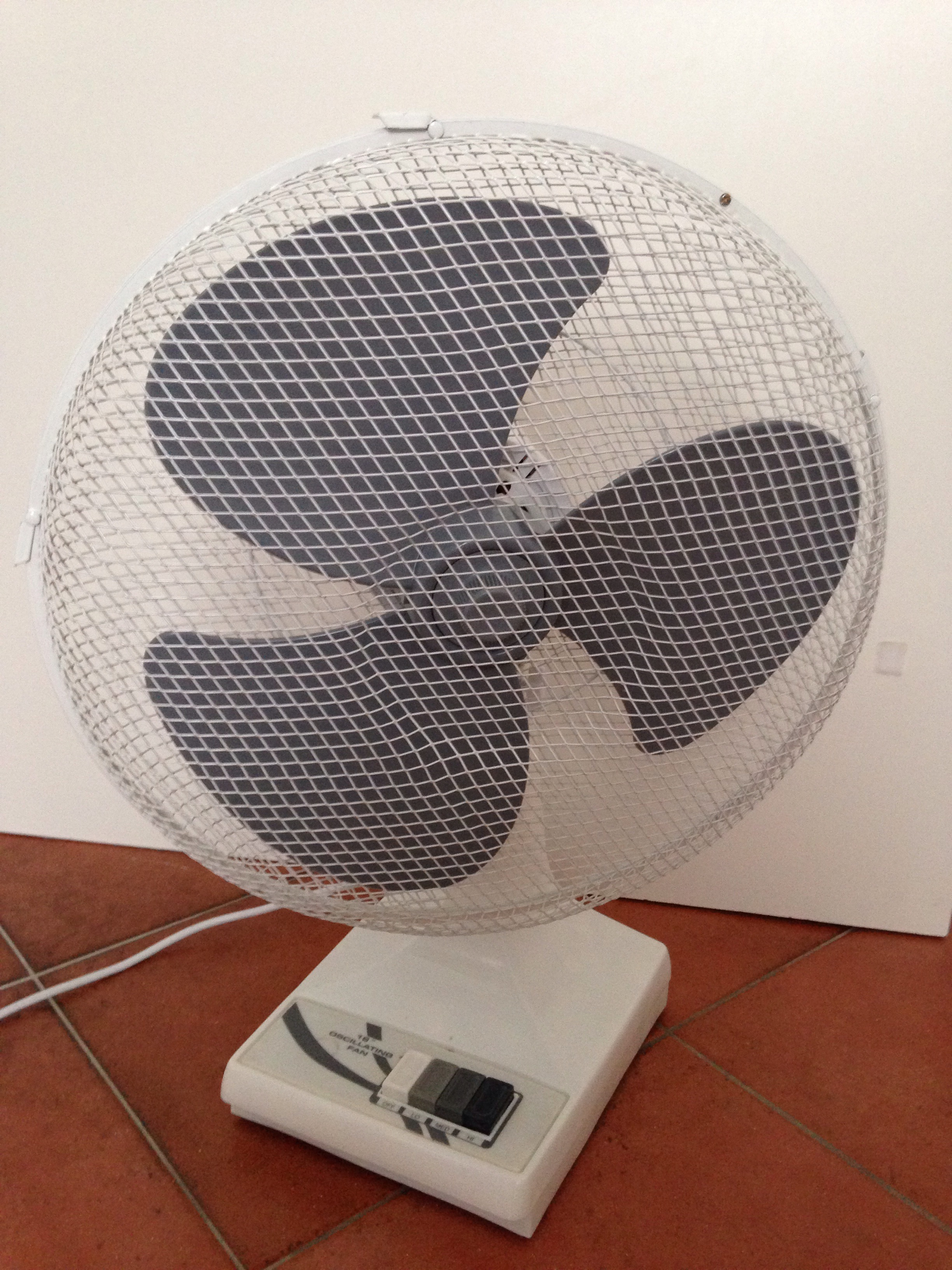
Zimmerventilator
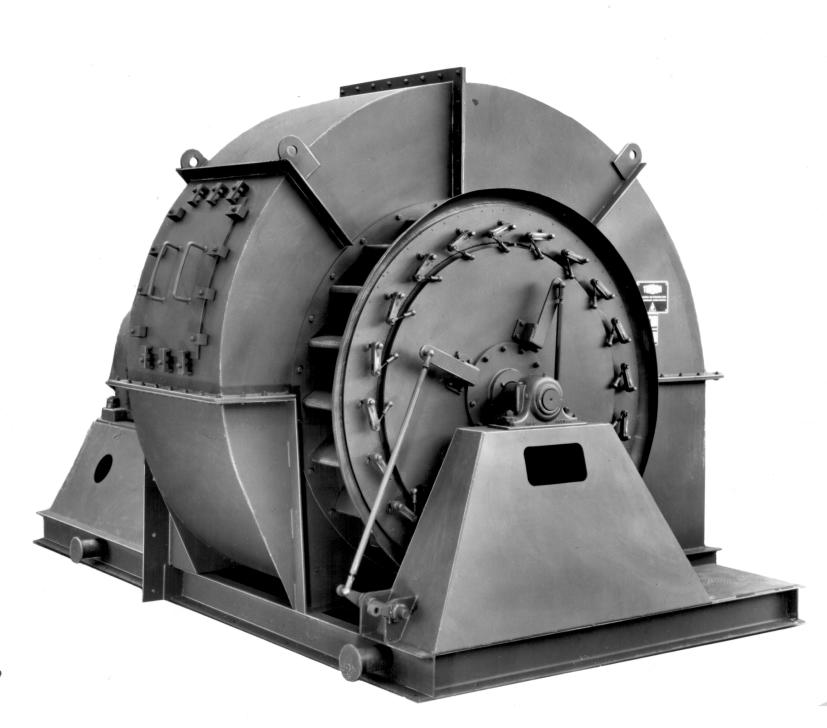
Radialventilator als Schiffskesselgebläse
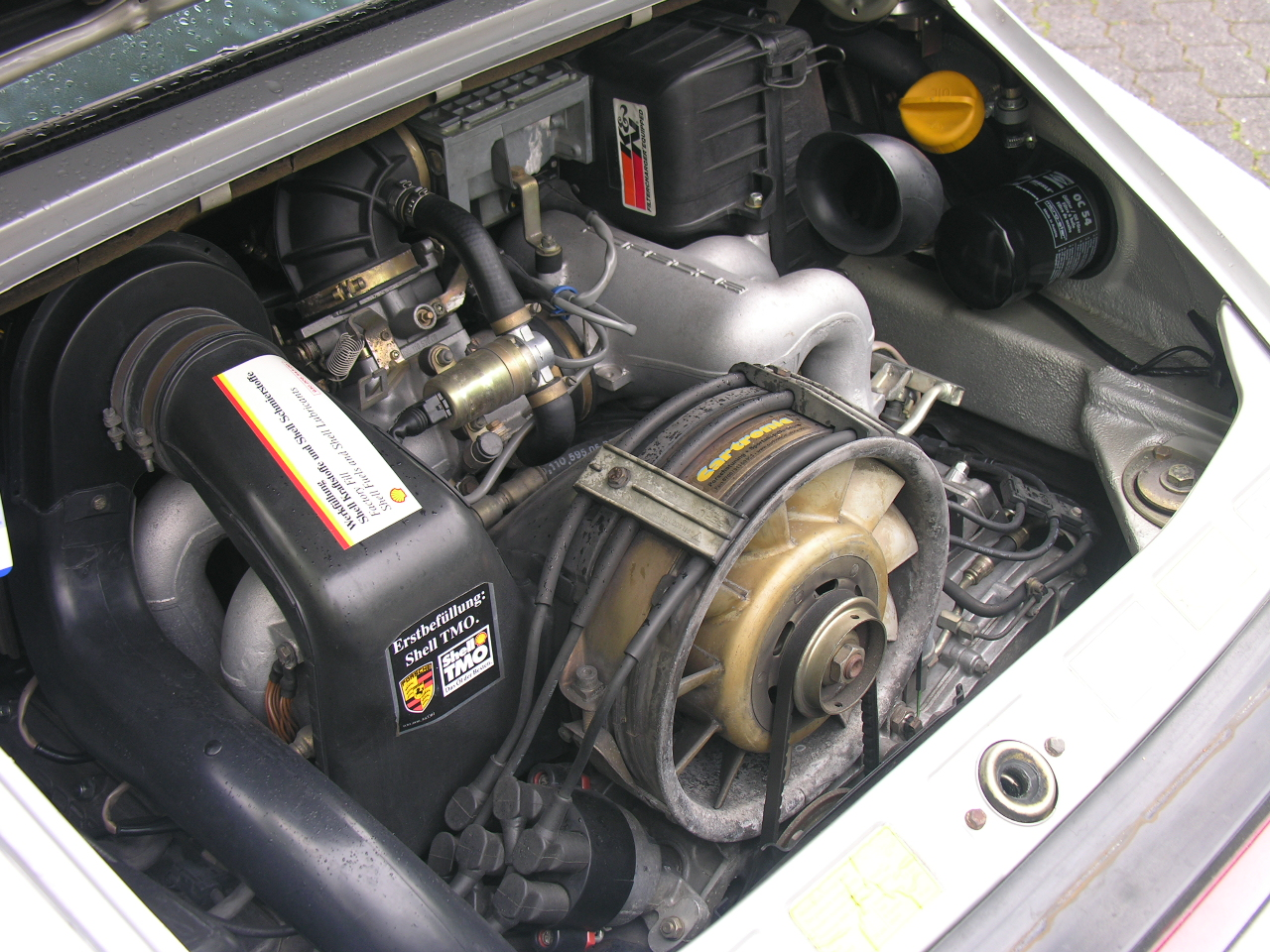
Porsche-911-Motor mit Axialgebläse
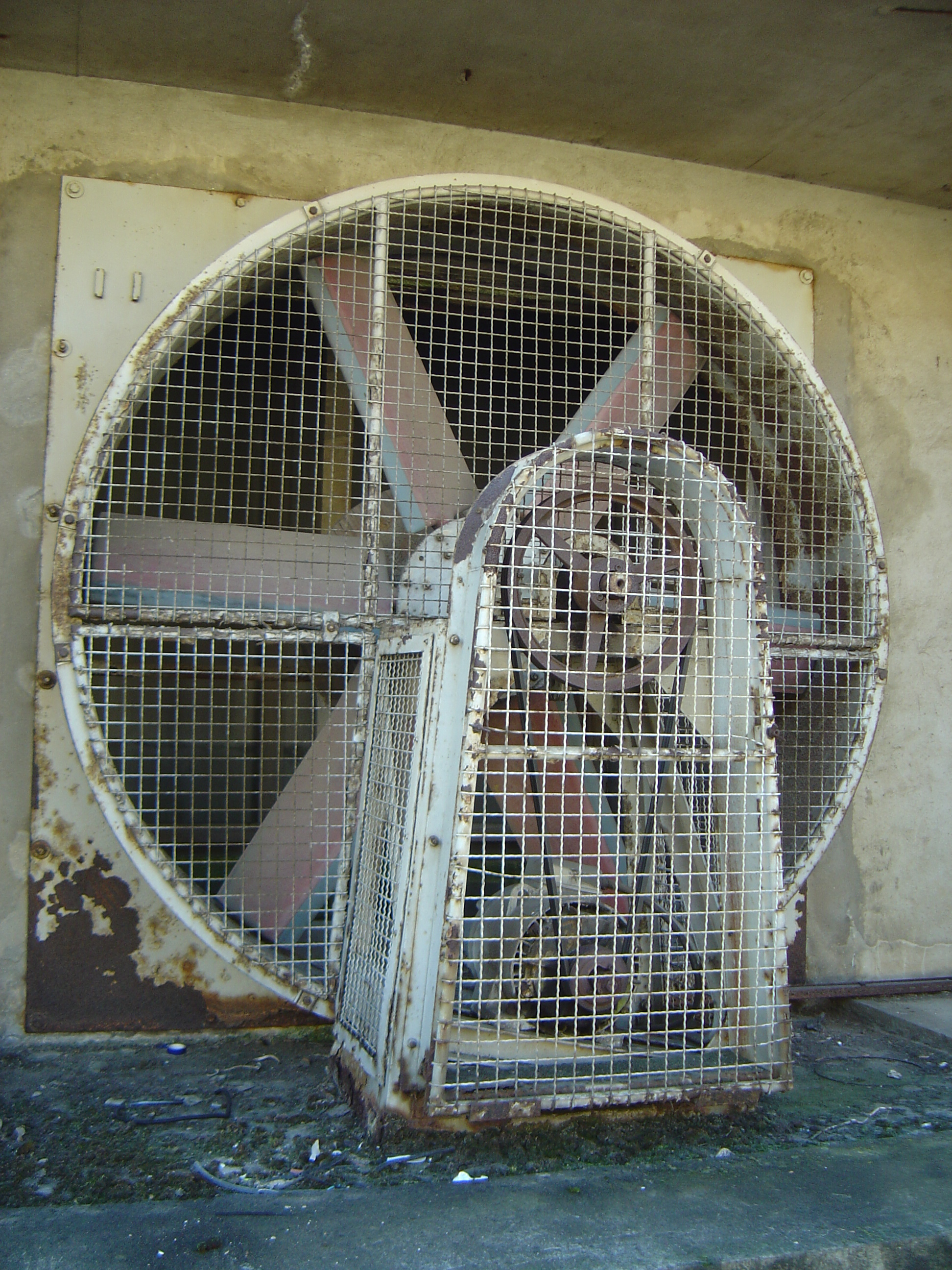
Gebäudelüftungsventilator
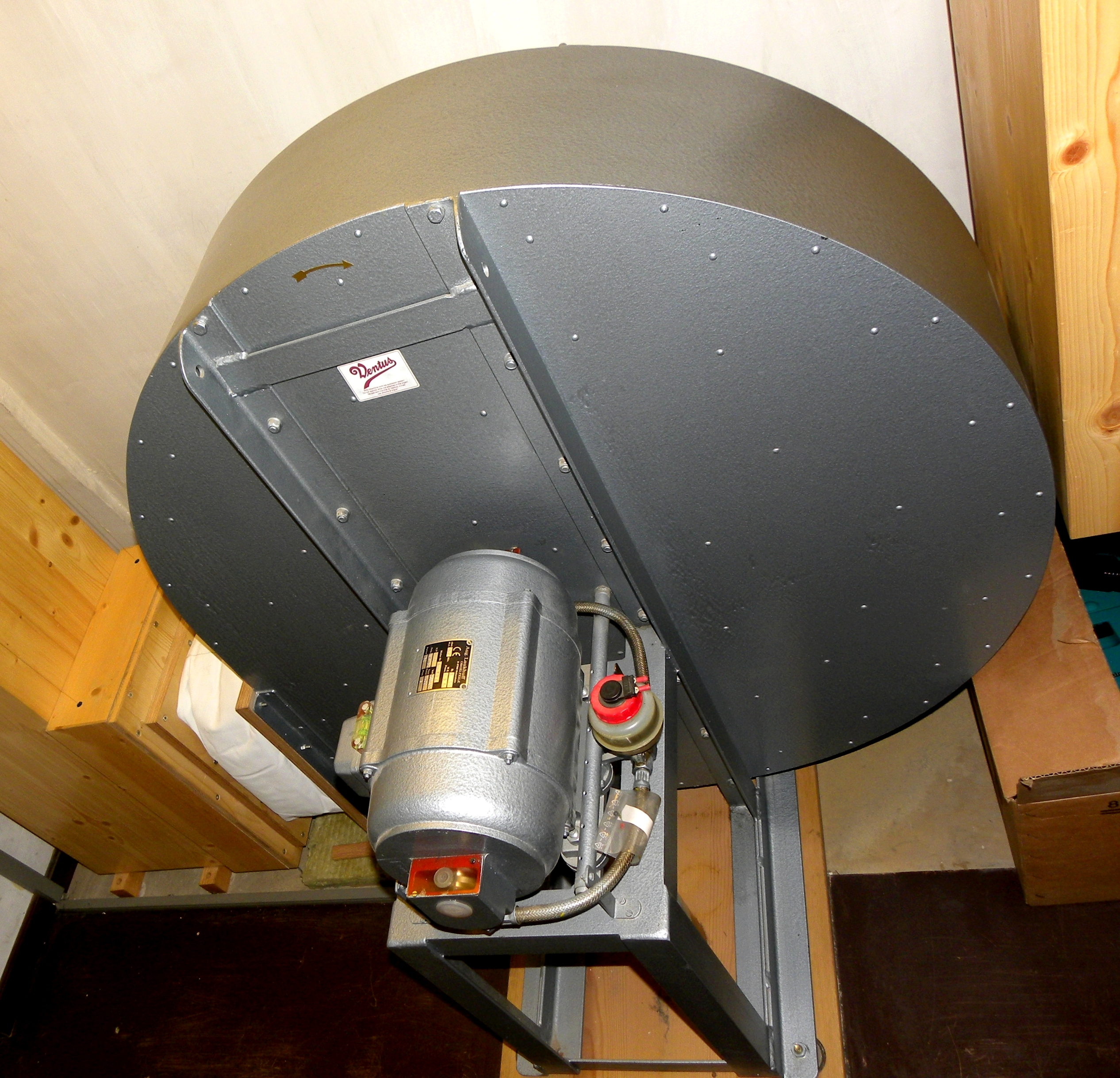
Schleudergebläse (Radialventilator) für eine Orgel
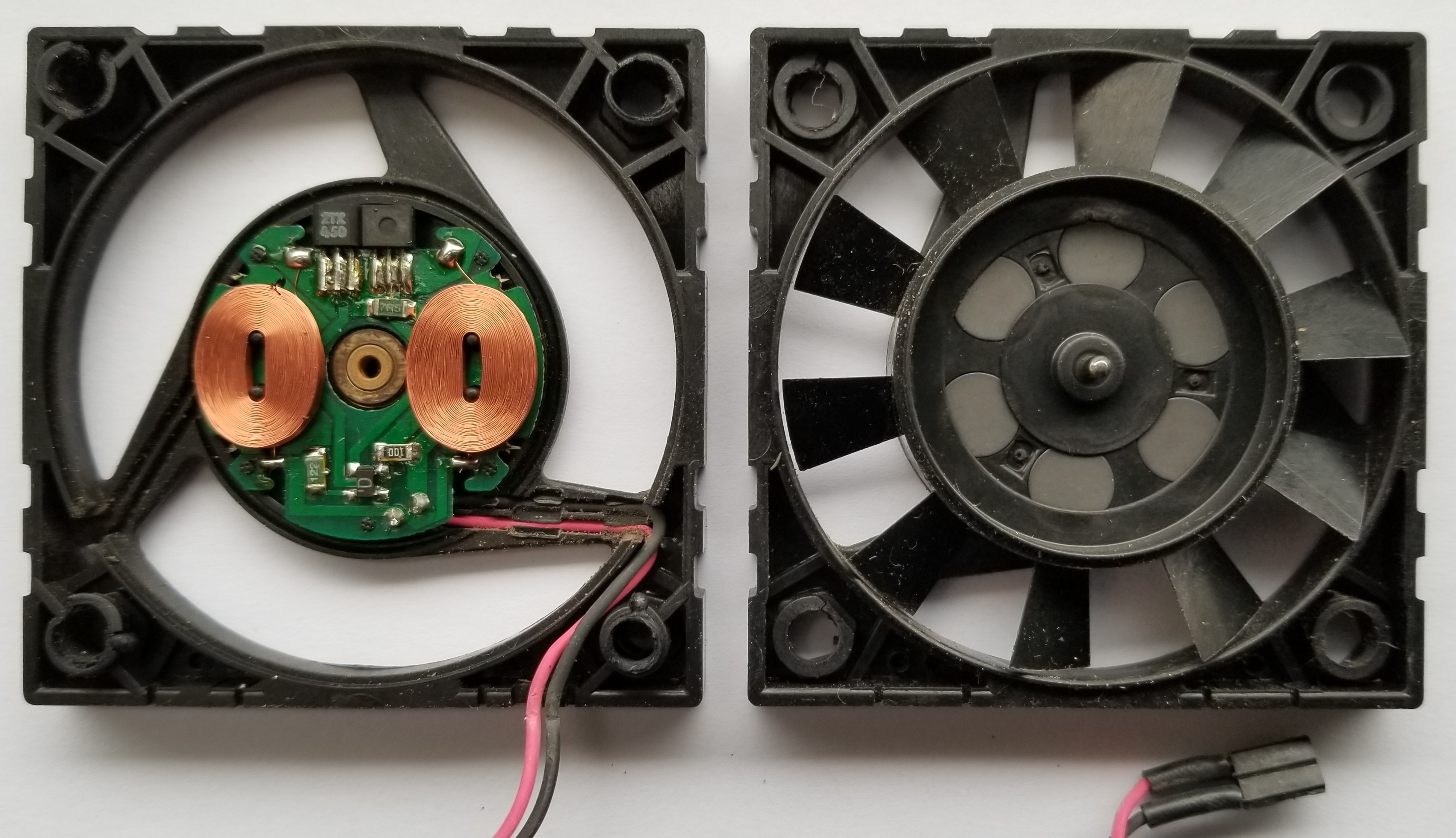
Scheibenläufermotor in einem Ventilator

## Geschichte der Ventilator-Herstellung im 19. und 20. Jahrhundert in Deutschland
1851 gründete der Ingenieur Christian Schiele, ein Sohn des Johann Georg Schiele, der 1828 in der Mainzer Landstraße die erste Frankfurter Gasanstalt gebaut hatte, in der Neuen Mainzer Straße 12 in Frankfurt am Main die erste Ventilatorenfabrik Deutschlands.
Die Industrie für Kleinventilatoren in Deutschland konzentriert sich in Hohenlohe und bildet einen so genannten Cluster. Dieser Cluster entstand aus einer einzigen Firma (Ziehl-Abegg), ist aber inzwischen so ausgeprägt (unter anderen entstand 1963 der Hersteller ebm-papst, Mitbegründer war Heinz Ziehl), dass er in der ersten Themenausgabe „Cluster“ des Magazins der Unternehmensberatungsfirma McKinsey (McK Wissen) ausführlich als Musterbeispiel für das Cluster-Phänomen dargestellt wird.
Ein weiteres Ventilatorenzentrum entstand in Bad Hersfeld. Hier gründete Benno Schilde 1874 die spätere Benno Schilde GmbH. 1884 baute Benno Schilde den ersten aus Stahlblech geschweißten Radialventilator. Das gesamte Ventilatorenprogramm wird heute von der TLT-Turbo GmbH in Zweibrücken weitergeführt.
Bereits 1879 wurden in der Karl-August-Hütte in Euskirchen Radialventilatoren gebaut, anfangs noch aus Gusseisen. Später spezialisierte sich die Karl-August-Hütte auf Sonderwerkstoffe. Hitze- und verschleißfeste Werkstoffe und Ventilatoren aus Edelstahl kamen ins Programm. In jüngerer Zeit fertigt die BVA Kockelmann GmbH in Euskirchen diese Spezialprodukte und entwickelt sie weiter.
1923 wurde die Elektro-Motoren-Handelsgesellschaft von Karl W. Müller in Esslingen am Neckar gegründet. Daraus entstand die Elektror airsystems GmbH, die heute Industrieventilatoren und Seitenkanalverdichter herstellt. Die dazugehörigen Motoren werden im eigenen Werk hergestellt.

## Trivia
In Südkorea ist der Ventilatortod ein weit verbreiteter Aberglaube, dem zufolge man aufgrund von Ventilatoren, die längere Zeit laufen, erstickt, vergiftet wird oder verklammt.